# Trickery (film, 1915)
Trickery est un film muet américain réalisé par Frank Lloyd et sorti en 1915.

## Fiche technique
- Titre : Trickery
- Réalisation : Frank Lloyd
- Scénario : Clarence G. Badger, Frank Lloyd
- Production : Carl Laemmle pour Universal Film Manufacturing Company
- Genre : Film dramatique
- Dates de sortie :
  - États-Unis : 26 mai 1915

## Distribution
- Frank Lloyd : Dr. Granice
- Helen Leslie : Doris
- Millard K. Wilson : Edward
- Marc Robbins : le père d'Edward